# Гинкговые
Ги́нкговые (лат. Ginkgoales) — порядок семенных растений, выделяемый в собственный отдел гинкгови́дных (Ginkgophyta). В современной флоре представлен единственным видом — двулопастным гинкго (Ginkgo biloba). Наиболее древние находки гинкговых датируются поздним палеозоем.
Гинкговые являются двудомными растениями с однополыми репродуктивными органами (стробилами). Микростробил представлен простой осью со спирально прикреплёнными микроспорофиллами, состоящими из тонкой ножки с сидящими на ней пыльцевыми мешочками (микроспорангиями). Внутри пыльцевых мешочков находятся пыльцевые зерна (микроспоры). По своим размерам и форме они похожи на пыльцевые зёрнам беннеттитов и саговников. Женские органы — мегастробилы также имеют простое строение и представляют собой длинную ножку с сидящими на верхушке двумя семязачатками, причем в семя развивается только один из них. Опыление ветром, однако заострённая форма пыльцевых зерен, которые лишены воздушных мешков, плохо способствует этому процессу. При густом стоянии деревьев пыльца, вероятно, стрясывается. Несовершенство опыления рассматривается одной из причин вымирания гинкговых. Процесс слияния мужской половой клетки с женской происходит у гинкговых за счёт подвижных сперматозоидов, что впервые было обнаружено японским художником и ботаником-любителем Хирасэ Сакугоро в 1896 году. Семена овальной формы и длиной 1—3 см. Снаружи они покрыты мясистой оболочкой, окружающей скорлупу из каменистых клеток, под которой находится тонкая плёнка, плотно покрывающая семя. Семена видов, известные в ископаемом состоянии, сходны с семенами современного Ginkgo biloba.
По своему строению основных органов гинкговые наиболее сходны с кордаитовыми. Предполагается, что они произошли от общего предка, а их развитие происходило параллельно. Расцвет гинкговых имел место в юрском периоде. Основной территорией их становления и развития была древняя Ангарида (северо-восточная Азия). На этом материке во время мезозоя гинкговые образовывали обширные лесные массивы и стали основой образования угольных залежей. Ископаемым остатки гинкговых свидетельствуют, что в прошлом эта группа была представлена весьма разнообразно. Гинкговые в целом произрастали преимущественно в умеренном климате, что подтверждается опадающей листвой и наличием годовых колец.